# Deutscher Bund für Südwestafrika
Der Deutsche Bund für Südwestafrika (DB) war eine politische Sammlungsbewegung und Partei im Mandatsgebiet Südwestafrika. Sie vertrat die Interessen der Deutschnamibier in der ehemaligen deutschen Kolonie.

## Vorgeschichte
Die deutsche Kolonie Deutsch-Südwestafrika war 1919 gemäß den Bestimmungen des Friedensvertrags von Versailles als Völkerbundsmandat Südwestafrika in die Verwaltung durch die Südafrikanische Union gegeben worden.
Im Zuge der sich anschließenden „Südafrikanisierung“ von Südwestafrika wurde etwa die Hälfte der dort noch lebenden 15.000 Deutschen ausgewiesen und deren Farmen Südafrikanern übergeben. Die als „Entgermanisierung“ bezeichnete Politik Südafrikas änderte sich erst durch das Londoner Abkommen vom 23. Oktober 1923, nach welchem den im Lande verbliebenen Deutschen die britische Staatsbürgerschaft angetragen und die Zuwanderung aus Deutschland sowie der Ausbau der deutschen Sprache nachdrücklich gefördert wurden. 258 Deutsche lehnten die britische Staatsangehörigkeit ab, 2873 Deutschnamibier machten von der Möglichkeit des Staatsbürgerschaftswechsels Gebrauch.

## Die Parteigründung
Der Vorsitzende des Deutschen Vereins in Windhoek, der Arzt Fritz Brenner, war die treibende Kraft hinter der Gründung des Deutschen Bundes. Er lud Anfang 1924 alle deutschen Vereine, Organisationen und Kirchen zu einem Treffen ein. Die zehn teilnehmenden Organisationen waren sich einig, dass eine gemeinsame Organisation zur Verteidigung deutscher Interessen notwendig sei.
Am 3. September 1924 fand in Windhuk der Gründungsparteitag statt. Als Vorsitzender wurde Brenner gewählt. Die neue Sammlungsbewegung gab sich eine 14 Paragraphen umfassende Satzung. Paragraph 1 beschrieb das Selbstverständnis: Es handelte sich um einen parteiübergreifenden Zusammenschluss von deutschen Organisationen und Einzelpersonen. Mitglieder konnten Personen sein, die von Geburt her deutsch waren oder sich zum Deutschtum bekannten.

## Die Politik des Deutschen Bundes
Kernforderung des Deutschen Bundes für Südwestafrika war die Anerkennung des Deutschen als dritter Amtssprache (nach Englisch und Afrikaans). Eng damit verbunden war die Frage nach dem Weiterbestehen der deutschen Schulen. Der Education Act von 1919 sah vor, dass Deutsch nur noch bis 1927 übergangsweise als Schulsprache genutzt werden dürfte. 1926 wurde diese Regelung gelockert, das Ziel, Deutsch als Schulsprache zu verhindern blieb jedoch. Ein Mittel der Durchsetzung der Sprachenpolitik war die Verstaatlichung der deutschen Schulen. Die deutschen Schulen waren Privatschulen; sie bedurften der Konzessionierung durch die Regierung, die jeweils auf fünf Jahre befristet war. Ende der 1920er Jahre wurden diese Konzessionierungen vielfach nicht mehr verlängert und die Schulen als staatliche Schulen weitergeführt. 1933 waren noch fünf private deutsche Schulen übrig.
Die Forderung der Deutschen nach Gleichberechtigung umfasste auch das Thema Einwanderung. Einwanderer aus Südafrika wurden bereits ein Jahr, nachdem sie Wohnsitz im Mandatsgebiet genommen hatten, naturalisiert. Für Einwanderer aus anderen Ländern (wie Deutschland) galten längere Fristen. Diese Regelung war das wichtigste Instrument, die Zusammensetzung der Bevölkerung zu Lasten der Deutschen zu verändern.
In wirtschaftlichen Fragen gab es hingegen weniger Konflikte. Auch hier war das Ziel der Mandatsherrschaft die Kontrolle über die bedeutenden Unternehmen, insbesondere die Minenunternehmen, zu gewinnen. Dies gelang weitaus überwiegend durch freiwillige Verkäufe.
Auf dem Parteitag am 9. September 1928 in Karibib wurde Albert Voigts als neuer Vorsitzender gewählt.

## Beteiligung an den Wahlen zur South West African Legislative Assembly

### 1926
Am 21. Juli 1925 billigte das Parlament der Südafrikanischen Union die Verfassung für Südwestafrika, den South West Africa Constitution Act, No. 42 of 1925
Die Verfassung schuf die rechtliche Grundlage für eine gesetzgebende Versammlung (Legislative Assembly) und das Kabinett (Executive Committee) in Südwestafrika. Das Parlament bestand demnach aus 18 Mitgliedern, von denen zwölf durch Wahlen und sechs durch Ernennung in dieses Amt gelangten. Wahlberechtigt waren nur die Weißen, nicht die einheimische Mehrheitsbevölkerung.
Die Wahlen endeten mit einem großen Erfolg des Deutschen Bundes: Sieben von zwölf Mandaten wurden gewonnen, da unter den ernannten Abgeordneten zwei weitere Deutsche waren, bestand in der Kammer ein Patt von neun Deutschen zu neun Unionsanhängern.
Zu dem Wahlerfolg hatte stark beigetragen, dass die Unionsangehörigen in zwei Parteien auftraten: Dies war einerseits die Nationalpartei und andererseits die Süd-West-Partei. In Zusammenhang mit dem Mehrheitswahlrecht hatte sich die Einigkeit der deutschen Seite ausgezahlt.

### 1929
Die Wahlen zur South West African Legislative Assembly 1929 standen unter veränderten Vorzeichen. Bedingt durch die Einwanderungsbestimmungen war der Anteil der Deutschen unter den Weißen weiter zurückgegangen. Vor allem jedoch hatten sich Nationalpartei und Süd-West-Partei zur United National South West Party (UNSWP) (afrikaans: Verenigde Nasionale Suidwes-Party) zusammengeschlossen. Nun richtete sich das Mehrheitswahlrecht gegen den Deutschen Bund: Die UNSWP gewann acht der zwölf Mandate, nur die vier Wahlkreise Grootfontein, Kolmanskuppe, Lüderitzbucht und Windhuk-Zentral konnten verteidigt werden.
Der Deutsche Bund für Südwestafrika zog aus dem Wahlergebnis den Schluss, dass auch bei künftigen Wahlen die Chancen einer rein ethnischen Partei gering sein würden. Entsprechend wurde eine Doppelstrategie entworfen: Zum einen sollte eine multi-ethnische Partei gegründet werden. Dies wurde Anfang der 1930er Jahre mit der Economic League umgesetzt. Zum anderen versuchte man mit den Unionisten eine gemeinsame Politik abzustimmen. Man schickte eine Delegation zu Barry Hertzog; diese kam jedoch ohne Ergebnisse zurück und berichtete, dass ein Entgegenkommen durch die Regierung nicht zu erwarten sei. Die Auswirkungen der Weltwirtschaftskrise führten jedoch zu einem Zusammenrücken der politischen Kräfte.
Die Vorstände des Deutschen Bundes für Südwestafrika und der UNSWP trafen sich am 19. und 20. März 1932 zu einer Wirtschaftskonferenz, die der Bürgermeister von Windhuk, John Meinert, organisiert hatte. Die beiden Parteien einigten sich auf eine Zusammenarbeit. In einer gemeinsamen Erklärung vom 27. April 1932 waren zwei Punkte hervorzuheben: Beide Parteien sprachen sich für eine Stärkung der Selbstverwaltung des Mandatsgebietes aus. Wesentliche Kompetenzen sollten von der Mandatsherrschaft auf die Gremien Südwestafrikas übergehen. Auch war der Wunsch nach Anerkennung der deutschen Sprache als Amtssprache in der Übereinkunft enthalten.
Auf Seiten der UNSWP stieß der Kompromiss auf heftigen innerparteilichen Widerspruch. Noch bevor es zu gemeinsamen parlamentarischen Aktivitäten kam, erfolgte der Widerruf der Erklärung durch die UNSWP.

### Nach 1934
Die Wahlen zur South West African Legislative Assembly 1934 führten zu einem weiteren Einbruch des Deutschen Bundes. Der Wahlkreis Lüderitzbucht war der einzige, der noch gewonnen werden konnte. Daneben gelang es der neu gegründeten Wirtschaftlichen Partei den Wahlkreis Okahandja zu gewinnen. Die anderen zehn Mandate gingen an die UNSWP.
Der Deutsche Bund für Südwestafrika hatte zeit seines Bestehens immer eng mit der deutschen Regierung zusammengearbeitet. Mit der Machtergreifung der Nationalsozialisten 1933 änderte sich das Verhältnis. Die NSDAP hatte 1932 damit begonnen über die NSDAP/AO eine eigene Parteiorganisation in Südwestafrika aufzubauen. Für eine überparteiliche Sammlungsbewegung war nun kein Platz mehr. Auch nach dem Verbot der NSDAP in Südwestafrika 1934 konnte der Deutsche Bund seine frühere Rolle nicht zurückgewinnen. Zum 1. Juli 1937 wurde der Deutsche Bund aufgelöst.
Mit Beginn des Zweiten Weltkrieges 1939 stellte sich Südafrika mit knapper Mehrheit auf die britische Seite, ohne jedoch aktiv in den Krieg einzugreifen. Die in Südwestafrika lebenden deutschstämmigen Bewohner wurde 1939 zunächst unter Farm- oder Hausarrest gestellt und ab 1940 in Internierungslager nach Südafrika verbracht, wo sie bis 1946 verbleiben mussten. Zu den Wahlen zur South West African Legislative Assembly 1940 traten entsprechend keine deutschen Parteien an.

## Wahlergebnisse
| Wahl | Stimmen | Stimmenanteil | Sitze* |
| ---- | ------- | ------------- | ------ |
| 1926 |         |               | 7/12   |
| 1929 |         |               | 4/12   |
| 1934 |         |               | 1/12   |

* ohne ernannte Sitze.